# غليتر
غليتر (بالفارسية: گلیتر) هي مستوطنة تقع في قسم قوريتشاي الشرقي الريفي في إيران. يقدر عدد سكانها بـ 162 نسمة .